# Paramantis victoriana
Paramantis victoriana är en bönsyrseart som beskrevs av Werner 1908. Paramantis victoriana ingår i släktet Paramantis och familjen Mantidae. Inga underarter finns listade i Catalogue of Life.